# Almorávidé
Almorávidé (berbersky ⵉⵎⵕⴰⴱⴹⴻⵏ, Imṛabḍen v latince, arabsky al-murābiṭūn z arabského al-murābiṭ, „hraničář“, přeneseně „strážce islámu“) byla radikální islámská sekta, později berberská dynastie, která ovládla velkou část severozápadní Afriky a Španělska. Almorávidé stavěli opevněné kláštery ribáty. Al-murábit vlastně doslova znamená „lidé z ribátu“. V Maroku po nich nastoupila dynastie Almohadů.

## Dějiny
Zakladatelé sekty pocházeli z berberského kmene Lamtunů. Jeden z jejich vůdců, Jahjá ibn Ibráhím, vykonal kolem roku 1040 pouť do Mekky. Cestou zpátky se zastavil v Tunisku a od tamních učitelů zjistil, jak málo toho jeho lidé vědí o náboženství, které vyznávají. Na cestě domů ho pak doprovázel sunnitský misionář Abdalláh ibn Jásín. Lamtunové jeho kázání nepřijali, a tak se Jahjá s Abdalláhem stáhli do nitra Sahary. Tam se jejich věrní zorganizovali do dobře vycvičené armády. Abdalláh vyžadoval tresty za každé porušení zákona, i od náčelníků, a Almorávidé se stali velmi disciplinovaným uskupením. Jejich hlavní silou byla pěchota s oštěpaři vepředu a kopiníky vzadu, chráněná na bocích jezdci na koních a velbloudech.

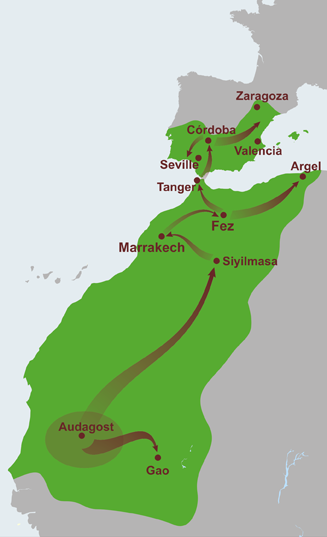
Expanze Almorávidů

Od roku 1053 začali Almorávidé šířit své učení mezi berberskými kmeny na Sahaře a na jih od ní. Islamizovali Takrúr, malý stát na území dnešního Senegalu, porazili berberský kmen Sanhádža, v roce 1054 dobyli Sidžilmásu (významnou oázu v dnešní oblasti řeky Zíz), o rok později pak Audaghost v dnešní Mauritánii. Nato se Almorávidé obrátili proti Barghawátě, berberskému kmenovému svazu na atlantském pobřeží dnešního Maroka, která jim kladla tuhý odpor. V bojích s Barghawátou padl v roce 1059 i Abdalláh ibn Jásín. Vůdcem Almorávidů se stal Abú Bakr ibn Umar, bratr Jahjá ibn Ibráhíma, který zemřel už v roce 1056. Abú Bakr se oženil se Zajnab an-Nafzawijat, vdovou po barghawátském náčelníkovi, podrobil si atlaské Berbery a na severní straně hor začal kolem roku 1070 budovat město Marrákeš. O rok později byl odvolán na Saharu, aby potlačil povstání. Vládu nad krajem Sús kolem Marrákeše nechal svému bratranci Júsufovi ibn Tášfínovi, zatímco Abú Bakrův syn Ismáíl byl dosazen jako vládce Sidžilmásy. Před odjezdem se Abú Bakr rozvedl se Zajnab, aby ji ušetřil života ve vojenských táborech, a doporučil jí, aby si vzala Júsufa. Po potlačení povstání se chtěl Abú Bakr vrátit, ale Júsufovi mezitím moc zachutnala. Vojenskému střetu se však podařilo zabránit diplomacií a oba rivalové si rozdělili sféry vlivu. Abú Bakr se obrátil proti Ghanské říši (dobyta 1076) a strávil zbytek života šířením islámu na jižním okraji Sahary, zatímco Júsuf si podrobil zbytek Maroka (1062) a značnou část Pyrenejského poloostrova (roku 1086 porazil kastilského krále Alfonse VI.). Taifští vladaři byli Júsufem svrženi a Andalusie sjednocena pod almorávidskou vládou. Do konce století ovládli prakticky celou severozápadní Afriku a jih Španělska. Vznikla tak rozsáhlá říše spravovaná z Marrákeše. V roce 1147 se však rozpadla a část území připadla nově vzniklé říši Mali.
Júsuf se údajně dožil sta let a zemřel v roce 1106. Tou dobou dosáhla moc Almorávidů svého vrcholu a jejich říše zahrnovala severozápadní Afriku až po Alžír, Ibérii až po řeku Tagus, na východním pobřeží až po ústí Ebra, ovládali i Baleáry. Júsufův syn a nástupce Alí ibn Júsuf připojil Sintru a Santarém, ale karta už se obracela. Francouzi pomohli aragonským získat zpět Zaragozu a roku 1138 byl Alí poražen Alfonsem VII. Kastilským. V roce 1139 prohrál další bitvu u Ourique, tentokrát s Alfonsem I. Portugalským, který tak získal svou korunu. Zbožný Alí se postil a modlil, zatímco jeho říše se rozpadala pod náporem křesťanských nepřátel na severu a agitací Almohadů v Maroku. Zemřel v roce 1142.
U vlády se potom ještě krátce vystřídali Ibráhím ibn Tášfín a Ishak ibn Alí, ale dobytí Marrákeše Almohady v roce 1147 zasadilo dynastii poslední ránu. Vedlejší větve Almorávidů pak ještě po nějakou dobu vládly na Baleárech a v Tunisku.